# Ретрофлексный крюк
Ретрофлексный крюк (◌̢) — диакритический знак, используемый в Международном фонетическом алфавите, а также в некоторых языках, в основном африканских. Имеет форму крюка, загнутого вправо.
Ретрофлексный крюк используется в МФА для обозначения ретрофлексных звуков из их альвеолярных эквивалентов. Например, ɳ, которая обозначает ретрофлексный носовой согласный, является комбинацией альвеолярного [n] с ретрофлексным крюком. Также некоторые орфографические символы, вроде Ʈ, включают в себя ретрофлексный крюк.
Ранее ретрофлексный крюк имел второе значение. Будучи присоединенным к гласной, он обозначал ротический звук. В 1989 году это использование было прекращено, и для этих целей стали применять ротический крюк (˞), который более не присоединяется к гласным, а является отдельным символом. Лишь к символам ə и ɜ крюк присоединяется (ɚ, ɝ).